# Сергеев, Константин Максимович
Константи́н Макси́мович Серге́ев  (14 мая 1893, Тверская губерния — 28 августа 1938, Москва) — деятель ВКП(б), 1-й секретарь Орджоникидзевского краевого комитета ВКП(б). Входил в состав особой тройки НКВД СССР.

## Биография
Родился 14 мая 1893 года в посёлке фабрики товарищества фарфорово-фаянсового производства М. С. Кузнецова Тверской губернии. Ныне это город Конаково. В 1912 году окончил Тверское реальное училище, а в 1917 году — Московский коммерческий институт. С 1917 года — член РСДРП(б). В 1917—1923 годах работал в различных советских организация Тверской губернии, занимая должности от председателя Кузнецовского комитета РСДРП(б) до заведующего организационным отделом Тверского губкома РКП(б).
- 1923—1925 годы — помощник заведующего Организационно-распределительным отделом ЦК РКП(б).
- 1925—1928 годы — помощник генерального секретаря ЦК РКП(б)—ВКП(б) И. В. Сталина.
- 1928—1930 годы — ответственный секретарь Сызранского окружкома ВКП(б).
- 1930—1932 годы — заместитель секретаря редакции газеты «Правда», заместитель заведующего Отделом культуры и пропаганды ЦК ВКП(б).
- 1932—1934 годы — начальник Политического сектора машинно-тракторных станций Западно-Сибирского края.
- 1934—1937 годы — 2-й секретарь Западно-Сибирского крайкома ВКП(б).
- 1937—1938 годы — 1-й секретарь Орджоникидзевского крайкома ВКП(б). Этот период отмечен вхождением в состав особой тройки, созданной по приказу НКВД СССР от 30.07.1937 № 00447[1] и активным участием в сталинских репрессиях[2].

Арестован 9 мая 1938 года. Приговорён к ВМН ВКВС СССР 28 августа 1938 года. Обвинялся по статьям 58-8, 58-11 УК РСФСР. Расстрелян в день вынесения приговора в Москве. Реабилитирован в марте 1956 года определением ВКВС СССР за отсутствием состава преступления.